# Шпаркос пампасовий
Шпа́ркос пампасовий (Leistes defilippii) — вид горобцеподібних птахів родини трупіалових (Icteridae). Мешкає в Південній Америці. Вид названий на честь італійського зоолога Філіппо де Філіппі.

## Опис
Довжина птаха становить 21 см, вага 67,5-73,6 г. Самці мають переважно коричнювато-чорне забарвлення, на нижній частині тіла у них верлика червона пляма. Нижня сторона крил чорна. Над очима кремові "брови", перед очима вони червоного кольору. Самиці мають більш коричневе і більш смугасте забарвлення, горло у них охристе, живіт рожевувато-червоний. 

## Поширення і екологія
Пампасові шпаркоси мешкають в північному і центральному Уругваї, а також на сході центральної Аргентини. В Уругваї вони поширені в департаментах Сальто, Пайсанду і Такуарембо. В Аргентині єдина віднома популяція мешкає на південному заході провінції Буенос-Айрес та на сході Ла-Пампи, також пампасові шпаркоси спостерігалися на сході Буенос-Айреса, ймовірно, на зимівлі. Раніше пампасові шпаркоси були більш широко поширені, а також зустрічалися на півдні Бразилії, в штаті Ріу-Гранді-ду-Сул, можливо, також в Парані і Санта-Катарині, однак наразі вважаються там локально вимерлими.
Пампасові шпаркоси живуть в пампі, на ковилових луках, віддають перевагу незайманим степам. Зустрічаються зграями, які можуть нараховувати до 100-300 птахів, на висоті до 900 м над рівнем моря. Живляться насінням, комахами і пагонами. Сезон розмноження триває з середини жовтня по листопад. Гніздяться на землі, серед густої трави, в кладці 3-4 яйця.

## Збереження
МСОП класифікує цей вид як вразливий. За оцінками дослідників, популяція пампасових шпаркосів становить від 4000 до 5000 дорослих птахів. Їм загрожує знищення природного середовища.